# Eurocopter AS565 Panther
El Eurocopter Panther és la versió militar del Dauphin Eurocopter AS365, un helicòpter bimotor multifuncional de pes mitjà.
El seu primer vol tingué lloc el 1984 i començà a ser produït el 1986. Existeixen dues versions del Panther militar: una per a exèrcits i una per a marines. La versió naval es diu MA/SA i normalment està equipada amb sistemes específics per a les necessitats navals, concretament sistemes que permeten l'ús de míssils antinavals de llarg abast.
L'aeronau té molts components de fibra de carboni i compòsits, de gran resistència i durabilitat. Les pales de les hèlices es poden plegar i retirar amb facilitat.
El Panther és un helicòpter lleuger utilitzat per a una àmplia gamma de funcions militars, incloent-hi accions de combat, foc de suport, guerra antisubmarina, guerra antisuperfície, recerca i rescat i transport mèdic aeri.
Al Brasil és fabricat per Helibras.